# Harvest Moon 3 GBC
Harvest Moon 3 GBC (Nhật: 牧場物語GB3 Hepburn: Bokujō Monogatari GB3) là một trò chơi video mô phỏng trang trại dành cho máy Game Boy Color. Victor Interactive Software phát triển và xuất bản trò chơi ở Nhật Bản ngày 29 tháng 9 năm 2000, Natsume phát hành ở Bắc Mỹ ngày 14 tháng 11 năm 2001. Game cũng phát hành trên Nintendo 3DS thông qua Virtual Console vào ngày 11 tháng 12 năm 2014 tại Bắc Mỹ. Đây là trò chơi thứ ba trong loạt Story of Seasons trên máy chơi trò chơi điện tử cầm tay và cũng là trò chơi Harvest Moon cuối cùng dành cho Gameboy Color lấy bối cảnh nằm trên một hòn đảo.
Bản phát hành ban đầu tại Nhật Bản được tách ra làm hai hộp băng riêng biệt (một cho phía Boy và một cho phía Girl), nhưng sau đó kết hợp thành một băng duy nhất khi phát hành ở nước ngoài.

## Cốt truyện

### Nhân vật là con trai
Nhân vật chính đã làm rất tốt trong việc hồi sinh trang trại trong Flower Bud Village ở Harvest Moon 2. Một ngày nọ, ông Heinz đến thăm và kể cho anh ấy nghe về một người bạn của ông đang điều hành một trang trại trên một hòn đảo xa xôi. Thật không may, người bạn của ông vừa qua đời và bây giờ con cô gái của người đó đang phải chăm sóc trang trại một mình. Cô gái vốn không có kinh nghiệm về việc làm nông nên ông Heinz hy vọng rằng nhân vật chính sẽ đến hòn đảo để giúp cô ấy hồi sinh trang trại của cha mình.

### Nhân vật là con gái
Nhân vật chính từng sống trên đảo với cha của cô là Harry từ khi còn nhỏ. Khi lớn lên, cô rời hòn đảo để đi khám phá thế giới, nhưng một ngày cô nhận được tin rằng cha cô vừa qua đời. Cô quay trở lại đảo để chăm sóc trang trại của cha mình. Nhân vật nữ chính chưa bao giờ có cơ hội học cách điều hành một trang trại từ cha mình, nhưng ông Heinz nói với cô rằng có một người bạn nhiều kinh nghiệm đang đến hòn đảo để giúp cô ấy.

## Lối chơi
Nhân vật có thể được chọn là con trai hoặc con gái. Mở đầu và kết thúc khác nhau tùy thuộc vào giới tính nhân vật mà người chơi chọn.
Bối cảnh Harvest Moon 3 GBC diễn ra trên một hòn đảo, có một số vùng núi, đồng cỏ, một ngôi làng nhỏ và một trang trại. Ở đây không có cửa hàng để mua những thứ như công cụ, cây trồng và động vật. Cứ mỗi thứ Hai và thứ Năm sẽ có phà để đưa người chơi về đất liền, tất cả các cửa hàng sẽ tập trung ở đây. Đây là điểm khác biệt lớn với những trò chơi Harvest Moon trước đây, vì hầu hết các trò chơi đều cho phép người chơi mua đồ bất cứ khi nào họ muốn.
Có rất nhiều công cụ, một số công cụ quen thuộc từ các trò chơi Harvest Moon trước đó, một số công cụ mới như Sprinkler (vòi phun nước).

### Động vật
Nông nghiệp và chăn nuôi gia súc là một trong những nhiệm vụ chính trong Harvest Moon 3 GBC. Có một số khác biệt giữa việc vào vai nhân vật nam hoặc nữ; cô gái sẽ bắt đầu với một con bò miễn phí và một bàn chải, nhưng không thể nâng cấp công cụ, trong khi nhân vật chàng trai thì có thể. Nhân vật chàng trai sẽ được giao nhiệm vụ chăm sóc cây trồng trong khi cô gái sẽ chăm sóc gia súc
Người chơi được tặng một con vật cưng khi bắt đầu trò chơi, và có thể chọn một con chó, một con mèo, một con lợn hoặc một con chim.
Gia súc sẽ có bò, gà và cừu, người chơi có thể nuôi tới tối đa tám con mỗi loại. Bò sản xuất sữa, gà sản xuất trứng và cừu tạo ra len. Những con vật này có thể sinh con trong những điều kiện thích hợp. Con vật thuộc giống đực cũng có sức chịu đựng cao hơn con cái.
Người chơi cũng có thể nuôi tối đa tám con ngựa. Ngựa không sản xuất bất kỳ hàng hóa nào, nhưng có thể dùng để cưỡi, bán hoặc tham gia vào các cuộc đua ngựa. Những con ngựa đã tham gia cuộc đua sẽ không quay về trại, nhưng có thể kiểm tra vị trí của chúng bằng cách đọc "Cherry Cup Report" và "Gallop Stakes Report" nằm trên giá sách.

### Kết hôn
Giống như nhiều trò chơi Harvest Moon khác, người chơi có cơ hội kết hôn với bạn đời của mình sau khi trải qua một số sự kiện và có con, nhưng không được lựa chọn nhân vật khác để kết hôn, trừ hai nhân vật được giới thiệu từ đầu. Ngoài ra, khi người chơi kết hôn với tư cách là một cô gái, trò chơi sẽ kết thúc, nhưng nếu là một chàng trai, trò chơi sẽ tiếp tục.

### Giao dịch
Để giao dịch, người chơi sẽ cần hai máy game và hai băng game. Kết nối Cáp Gamelink với hai máy Game Boy và chọn "giao dịch", sau đó chọn trò chơi đã lưu mà người chơi muốn giao dịch. Bất kỳ động vật nào được giao dịch sẽ tự đặt lại mức độ yêu thích thành 01.

## Đón nhận
IGN đánh giá trò chơi ở mức 7,0, hoặc "khá", nói rằng trò chơi có đồ họa đầy màu sắc và lối chơi sâu sắc, mặc dù còn kém trong việc sử dụng hiệu ứng âm thanh.
Gaming Target cho trò chơi 8,0, đánh giá cao khả năng chơi lại, đồng thời cho biết âm thanh chưa được như mong muốn do bị lập lại quá nhiều.
Ron DelVillano của Nintendo Life nói Harvest Moon 3 thể hiện tốt các cơ chế cốt lõi, nhưng tổng thể giống như một phiên bản tái phát hành của trò chơi Game Boy Color trước đó.